# Jorge Alberto Marque
Jorge Alberto Marque (fl. 1983) fue un militar argentino con actuación en el Proceso de Reorganización Nacional.

## Biografía
Perteneciente al Ejército, desempeñó el cargo de secretario general de la Presidencia durante el gobierno de facto del general de división Reynaldo Bignone. Fue designado el 2 de julio de 1982; y fue cesado el 10 de diciembre de 1983, al finalizar el autodenominado Proceso de Reorganización Nacional.
Fue presidente de la Comisión del Arma de Caballería "San Jorge" entre mayo de 1989 y mayo de 1991.